# José Miguel Morales Dasso
José Miguel Morales Dasso (Lima, 25 de agosto de 1945 - Lima, 3 de febrero de 2024) fue un abogado y empresario peruano. En 1980 fue presidente de la Sociedad Nacional de Minería, Petróleo y Energía , ejerció el cargo de presidente de la Confederación Nacional de Instituciones Empresariales Privadas durante el periodo 2005-2007 y fue fundador de Empresarios por la Educación.

## Biografía
Fue hijo del abogado José Morales Urresti (expresidente del Banco Central de Reserva del Perú) y de Alicia Dasso Drago. Su abuelo paterno fue Raymundo Morales de la Torre, uno de los fundadores de la Pontificia Universidad Católica del Perú. Asimismo, fue hermano de Raimundo Morales Dasso, quien fue vicepresidente del Banco de Crédito del Perú durante un largo periodo junto a Dionisio Romero Seminario.
Estuvo casado hasta el día de su fallecimiento con Elsa Blanca Benavides Ganoza, hija del reconocido empresario minero Alberto Benavides de la Quintana y hermana de Alberto Benavides Ganoza y Roque Benavides Ganoza.
Realizó sus estudios de derecho en la Pontificia Universidad Católica del Perú y luego hizo una maestría en administración de empresas en la Universidad de Stanford.
Fue presidente del Directorio de la Sociedad Minera El Brocal, director de la Mina de Yanacocha, director independiente de la Compañía de Minas Buenaventura, director de Pacífico Seguros, socio sénior del Estudio Aurelio García Sayán.
Fue también miembro del Foundation for Natural Resources and Energy Law, miembro de la Corte Internacional de Arbitraje de la Cámara de Comercio Americana del Perú, presidente del Club Nacional (2012-2014) y un aficionado al caballo peruano de paso.
Falleció el 3 de febrero de 2024.

## Distinciones
En 2004, fe condecorado con la Orden del Trabajo en el grado de Gran Oficial, otorgada por el Ministerio de Trabajo y Promoción del Empleo y en 2011 con las Palmas Magisteriales, en el grado de "Amauta".
Asimismo, la I.E. 40324 José Miguel Morales Dasso de Orcopampa en la región de Arequipa lleva su nombre en su honor.